# Lutowiska
Lutowiska [lutɔˈvʲiska] (în ucraineană Літовищі, transliterat: Litovîști; în perioada 1944-1957: Șevcenko / Szewczenko / Шевченко) este un sat din sud-estul Poloniei, situat în powiatul Bieszczady din voievodatul Subcarpatia, aproape de granița cu Ucraina.
Este satul de reședință al comunei (gminei) Lutowiska. El se află la aproximativ 22 kilometri (14 mi) sud de orașul Ustrzyki Dolne și la 101 kilometri (63 mi) sud-est de capitala regională Rzeszów.
Satul are o populație de 750 de locuitori.

## Denumiri
Numele localității a fost modificat de mai multe ori în trecut, evidențiind fluctuații lingvistice semnificative. Cele mai vechi forme cunoscute sunt Letowiszcza (Lethawyszcza 1484, Lyetowyszcza 1515), mai târziu Letowiszcze (Letovysce 1494), Latowiszcze (1649), Litowiska (1589) și Litowisko (1678). Forma actuală a numelui a fost stabilită în 1828 și provine din cuvântul ucrainean „летовище” sau „літовище”, care înseamnă un loc de pășunat al vitelor în pădure.
Numele temporare acordate localității în secolul al XVIII-lea (Urbanice) și secolul al XX-lea (Șevcenko) nu au durat.

## Istoric
Așezarea a fost fondată în secolul al X-lea. Satul a fost stăpânit de nobilul Piotr Kmita Sobieński până în 1553, iar după moartea sa de văduva fără copii Barbara Kmita născută Herburt. Proprietarul satului după moartea Barbarei Kmita în 1580 a fost fratele ei, castelanul liovean Stanisław Herburt, iar mai târziu Erazm Herburt. Satul a trecut pe rând în proprietatea familiilor Polański, Ustrzycki și apoi în secolul al XVIII-lea a familiei Urbański.
În 1648 locuitorii satului Lutowiska s-au răsculat pe măsură ce trupele lui Bogdan Hmelnițki se apropiau, iar după retragerea trupelor lui Hmelnițki răscoala a fost înăbușită de trupele poloneze. Această localitate a fost timp de două secole capitala comercială a regiunii vestice a Munțior Bieszczady, ca urmare a faptului că era tranzitată de numeroase turme de vite, iar aici s-a înființat un târg pentru comercializarea vitelor și a produselor din carne. Creșterea importanței comerciale a localității a dus la stabilirea aici a mai multor comercianți evrei. În 1742, la cererea nobilului Ludwik Urbański, regele August al III-lea al Poloniei a acordat satului Lutowiska statutul de oraș, numele Urbanice (după proprietarul său) și dreptul de a ține târguri de 10 ori pe an, dar noul nume nu a prins rădăcini. Până în 1772 Lutowiska a făcut parte din Ținutul Sanok al Voievodatului Rutean al Coroanei Regatului Poloniei.

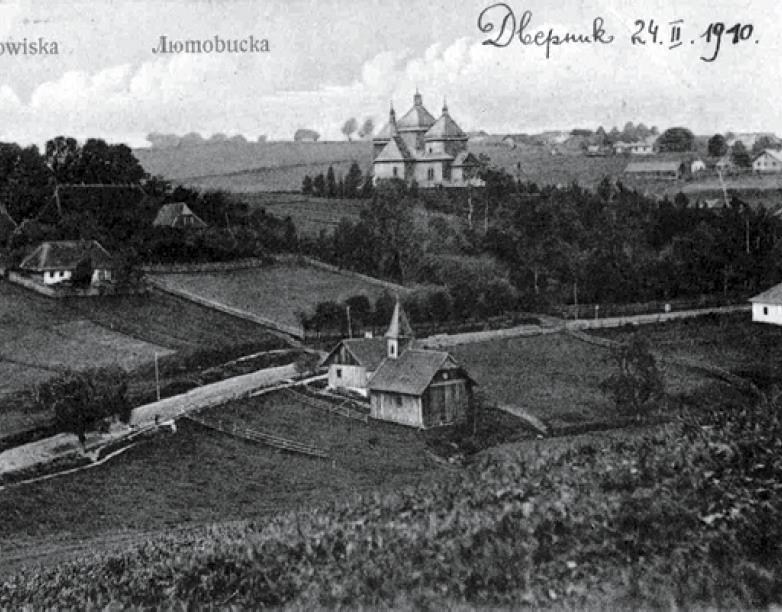
Satul Lutowiska în 1910

În perioada 1772-1918 satul a făcut parte din Regatul Galiției și Lodomeriei al Imperiului Austriac și apoi al Austro-Ungariei. La începutul secolului al XIX-lea nobilul Ignacy Górski era proprietarul unui conac, a trei ferme și a pădurii din jurul orașului. Fiica sa, Tekla, s-a căsătorit în 1804 cu contele Stefan Konarski de Chrewt, iar descendenții lor au deținut moșia Lutowiska până în 1896, când contele Stanisław Konarski a vândut aceste proprietăți negustorului evreu Mendel Rand. Moștenitorii lui Rand au deținut aceste proprietăți până în 1939. În 1884, când se afla în componența powiatului Lesko, satul avea o populație de 1.849 de locuitori, dintre care 1.309 evrei, 510 greco-catolici și 30 de romano-catolici. Aici funcționau atunci un tribunal districtual și un oficiu poștal.
Satul Lutowiska a fost inclus în noiembrie 1918 în componența Republicii Populare a Ucrainei Occidentale, aici aflându-se cartierul Brigăzii Boyko a Armatei Ucrainene Galițiene, dar în mai 1919 trupele ucrainene s-au retras în raionul Holovețko, iar unitatea militară poloneză comandată de căpitanul Rawski a intrat în Lutowiska. Localitatea a fost încorporată Poloniei și și-a pierdut privilegiile de oraș în 1919, dar până la cel de-al Doilea Război Mondial a continuat să fie un centru comercial și administrativ local.
În perioada interbelică satul a făcut parte din powiatul Lesko al voievodatului Liov. În 1921 existau în sat 261 de case, unde locuiau 2.125 de persoane (769 greco-catolici, 169 romano-catolici și 1.220 de evrei). La 1 ianuarie 1939 populația satului era de 2.900 de locuitori (1.400 evrei, 1.240 ucraineni, 250 polonezi și 10 germani). În perioada interbelică existau aici patru biserici, dintre care doar o biserică de cărămidă a supraviețuit. Parohia romano-catolică locală deservea atât comunitatea poloneză locală formată din 180 de credincioși, cât și pe credincioșii din 22 de sate de munte, în timp ce parohia greco-catolică deservea 780 de enoriași și avea rang de protopopiat. Evreii erau populația majoritară a localității, având aici două sinagogi. Cei mai bogați dintre evreii locali erau descendenții lui Mendel Rand: astfel, Debora Rand deținea în 1930 o suprafață de 688 ha de teren în zona Lutowiska. Satul avea o activitate economică înfloritoare, dominată de negustorii evrei care dețineau magazine, ateliere meșteșugărești și alte unități economice.
În 1939 această zonă a fost ocupată de URSS în urma Pactului Molotov-Ribbentrop. Satul a făcut parte în anii 1940-1951 din raionul Nijnie Ustriki al regiunii Drohobîci (RSS Ucraineană). În iunie 1941 zona a fost ocupată de germani, iar populația evreiască a fost exterminată în totalitate. În iunie 1942 un Sonderkommando aflat sub comanda ofițerilor Gestapo Johann Baker și Arnold Dopke a împușcat 650 de evrei și 30 de țigani și a ars casele evreiești din apropierea pieței și o sinagogă. Membrii Poliției Auxiliare Ucrainene (Ukrainische Hilfspolizei) i-au adunat și transportat pe evrei la locul execuției. În 1943 un alt Sonderkommando aflat sub comanda ofițerilor Gestapo Juni și Henemilk au împușcat localnici pe aleea din spatele bisericii. La 18 iulie 1944 autoritățile i-au evacuat pe etnicii germani, pe funcționarii administrativi, pe angajații forestieri, pe mineri și pe toți cei care le-ar fi putea fi de folos. În perioada 20-22 iulie 1944 milițiile Ukrainische Hilfspolizei au ucis familiile de gorali Góraszewski, Kukurowski, Raszowski, Samborski, Ziółkowski și Federeszczak. În august 1944 terenul aerodromului a fost ocupat de trupele sovietice. În perioada 1944-1957 satul a fost numit Șevcenko, iar pământul țăranilor a fost confiscat și inclus în componența cooperativei Lenin. Satul a fost cedat Poloniei în 1951 în urma unui schimb de teritorii între Polonia și URSS. În urma acestui acord politic 243 de familii ucrainene formate din 1.043 de persoane au fost evacuate forțat în satul Dudceanî din regiunea Herson a RSS Ucrainene pentru a lucra la ferma colectivă Krasnofloteț, iar în locul lor au fost aduse familii de coloniști polonezi. Din orașul vechi au mai rămas doar o biserică, un cimitir și câteva case. Aici a fost turnat filmul istoric polonez Pan Wołodyjowski (1969).
În perioada 1975-1998 satul a aparținut din punct de vedere administrativ voievodatului Krosno. Lutowiska este astăzi o zonă turistică pentru drumeții în Parcul Național Bieszczadzki și un centru de fabricare a produselor alimentare locale și a obiectelor de artizanat. În luna iulie este organizat un târg de cai, care încearcă să amintească tradiția celui mai mare târg de vite din Europa Centrală de dinainte de război.

## Biserici
Biserica ucraineană „Sf. Mihail”, construită în perioada 1896-1898 și folosită de greco-catolici până în 1945 și apoi de ortodocși până în 1951, a fost părăsită după evacuarea populației ucrainene și transformată temporar în grajd, fiind întrebuințată temporar în anii 1956-1963 de romano-catolici, cât timp s-a desfășurat restaurarea bisericii lor. Autoritățile au intenționat să amplaseze un muzeu regional în clădirea bisericii în 1969, dar acest plan a fost anulat din cauza lipsei de fonduri. Intemperiile au contribuit la avarierea clădirii, iar parohia romano-catolică a demolat biserica în mai 1980 și a folosit lemnul pentru construirea unei noi biserici la Dwernik.
Romano-catolicii au folosit aceeași biserică cu greco-catolicii până în 1896, când vechea biserică a ars, dar relațiile dintre cele două comunități s-au deteriorat atât de mult, încât romano-catolicii au decis să-și construiască propria biserică. A fost înființat în 1898 un comitet pentru construirea bisericii, dar, în ciuda cererilor adresate episcopului Józef Sebastian Pelczar de Przemyśl, nu s-a obținut permisiunea înființării unei parohii la Lutowiska, din cauza numărului mic de credincioși. În anul 1905 episcopul a înființat aici o filială, care a fost subordonată parohiei Polana. Comunitatea romano-catolică a obținut gratuit materiale de construcții cu ajutorul directorilor gaterelor locale din Smolnik, Boberka, Dwernik Lipie și Zatwarnica, iar soldatul Kazimierz Warchał a donat terenul pe care urma să fie construită capela. Sfințirea capelei a avut loc în 1903. Preotul Michał Huciński s-a stabilit la Lutowiska în 1907, a cumpărat terenuri de la familia evreiască Rand pentru construirea unei biserici și a unui cimitir și a început o campanie de strângere de fonduri printre construirea unei biserici, călătorind prin Galiția și trimițând scrisori în toată Europa. Printre cei care au donat bani s-a numărat și regele Edward al VII-lea al Regatului Unit.
Biserica romano-catolică „Sf. Stanislau” a fost proiectată de Stanisław Majerski din Przemyśl și Ludwik Baldwin-Ramułt din Dwernik, iar construcția ei a început la 3 septembrie 1911 și s-a desfășurat inclusiv în timpul Primului Război Mondial. Filia a fost ridicată în 1913 la rangul de parohie, iar noul lăcaș de cult a fost sfințit în 1923 de episcopul Karol Józef Fischer. Biserica, care avea vitralii, parchet și bănci de stejar, a fost folosită de credincioși până în 1944, iar ulterior, în timpul ocupației sovietice, a fost jefuită și devastată. Ocupanții sovietici au profanat până și mormântul preotului Huciński (decedat în ianuarie 1936). După schimbul de teritorii între Polonia și URSS, biserica a fost renovată în perioada 1960-1963 și resfințită la 27 octombrie 1963. După o nouă renovare a interiorului, biserica romano-catolică a fost resfințită pentru a reia oară în mai 1986. Ea a fost înscrisă în registrul monumentelor culturale din Polonia, fiind considerată „singurul exemplu de arhitectură sacră neogotică din regiunea poloneză a Munților Bieszczady”.

## Galerie

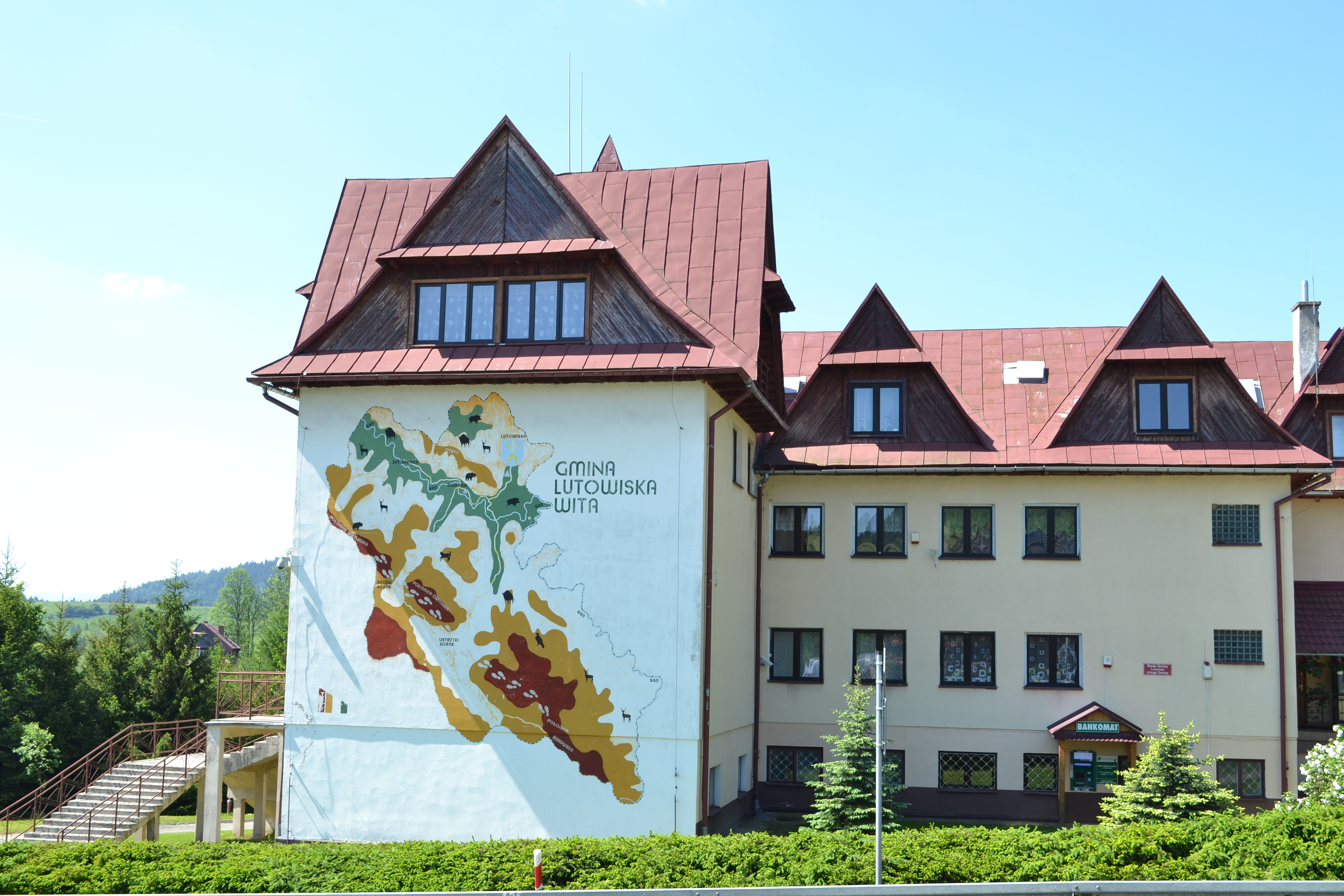
Primăria comunei Lutowiska
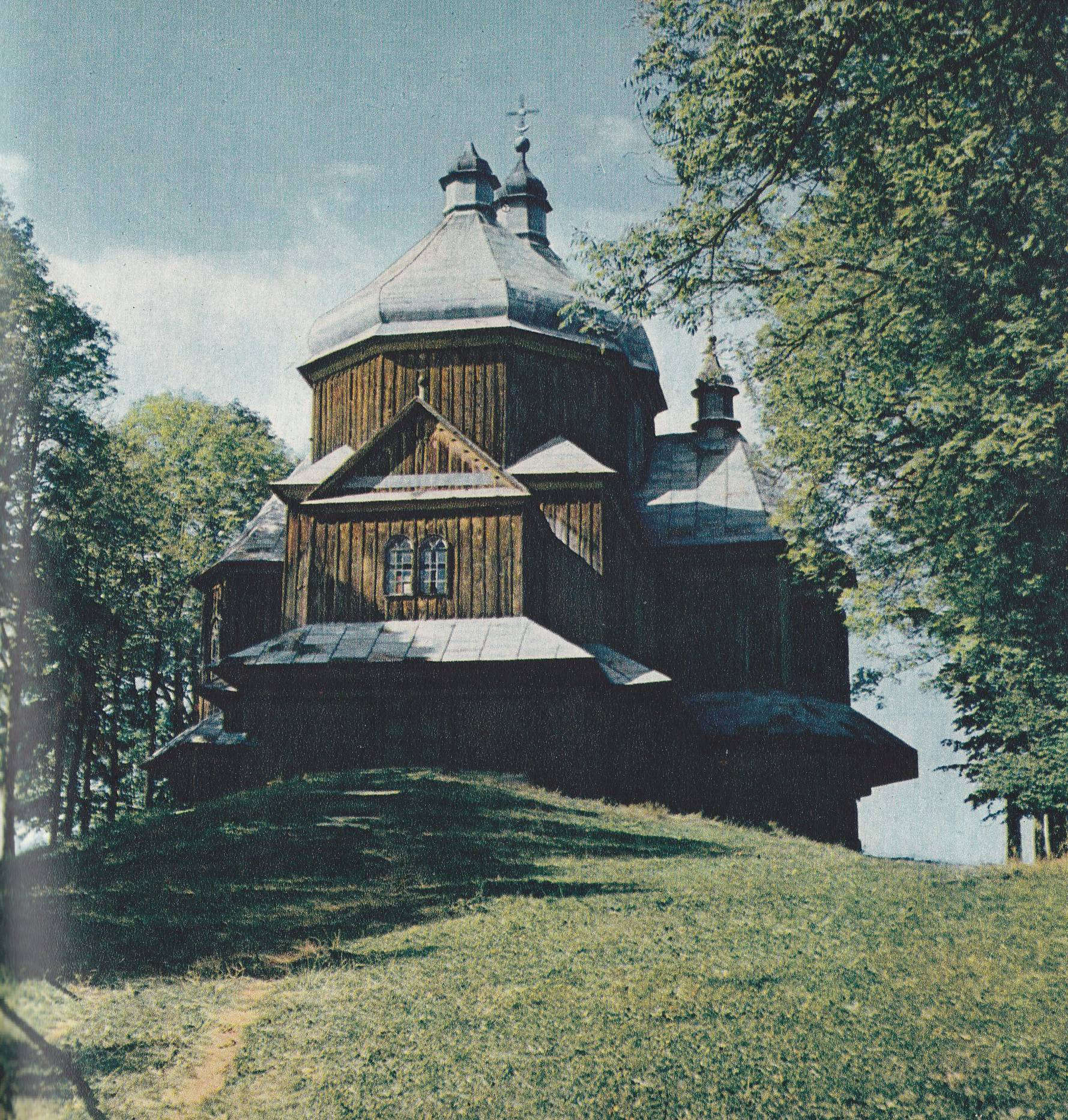
Biserica ortodoxă „Sf. Arhanghel Mihail”, construită în 1898 și demolată în 1980. Cu aceste materiale a fost construită biserica din Dwernik.
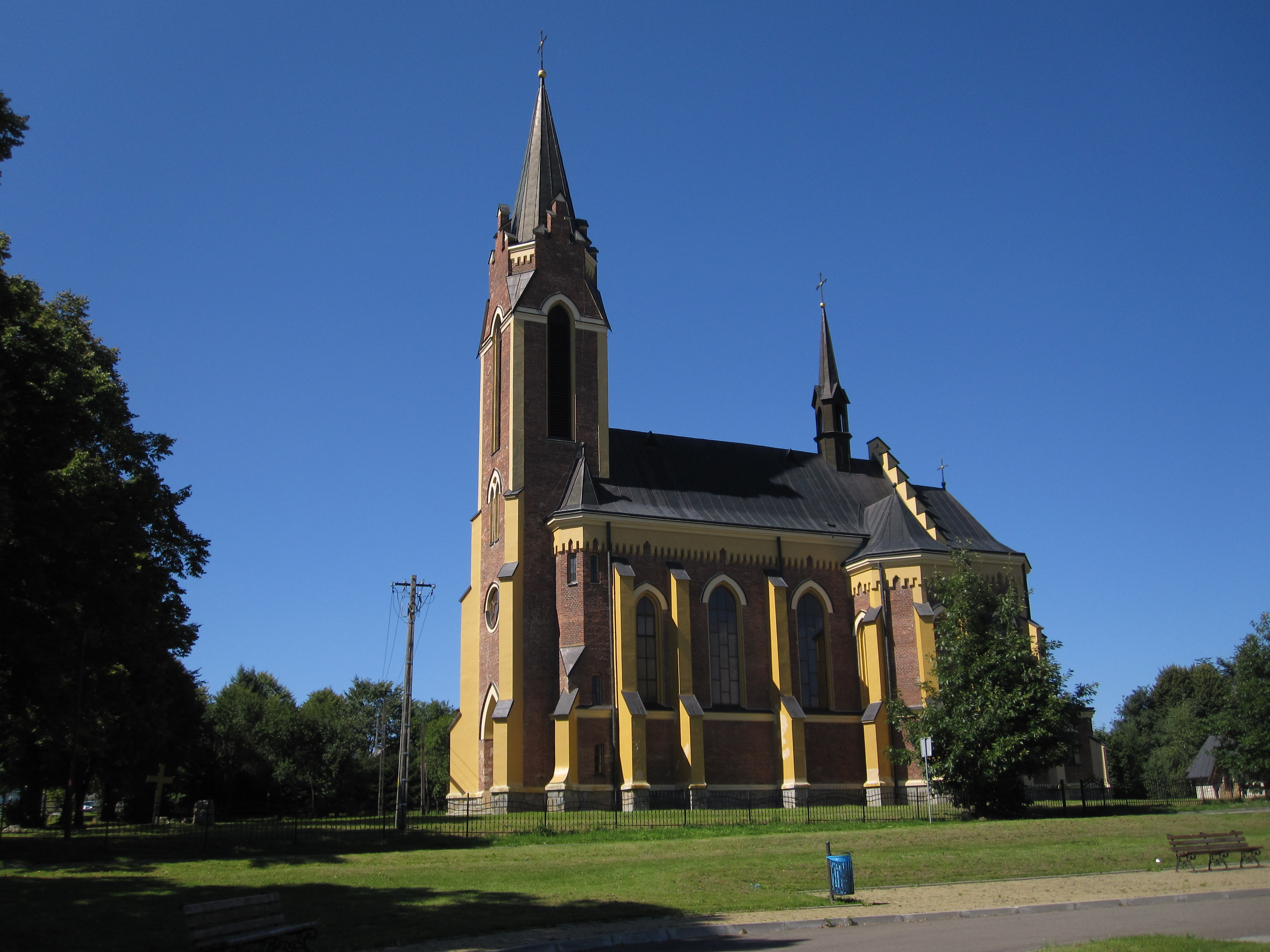
Biserica catolică „Sf. Stanislau”, construită între 1911-1914.
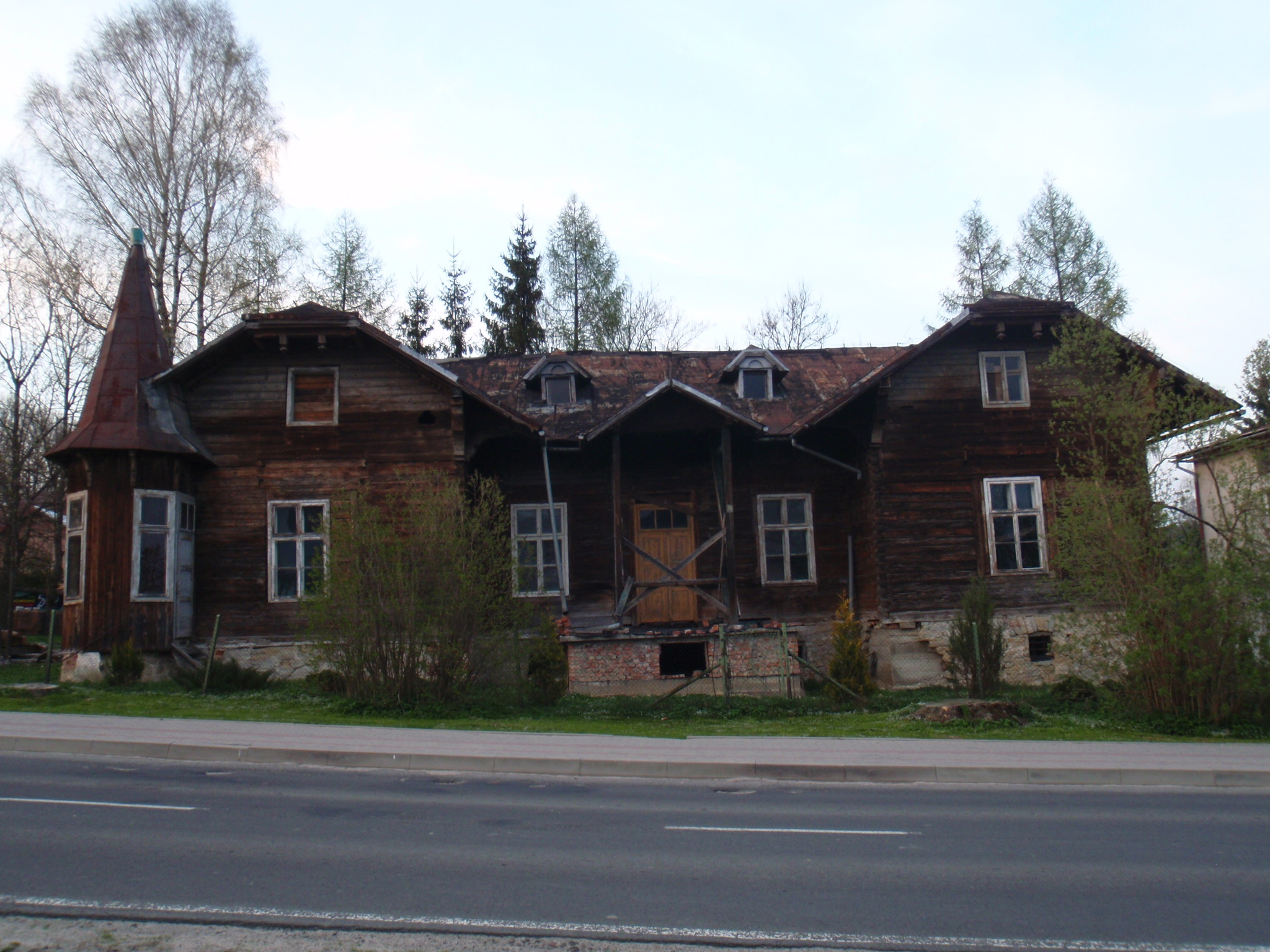
Clădire de la începutul secolului al XX-lea care a găzduit inițial Hotelul Penera și apoi școala evreiască. După război aici s-a aflat sediul unei unități de grăniceri WOP.